# Wiperamingaïta
La wiperamingaïta és un mineral de la classe dels fosfats.

## Característiques
La wiperamingaïta és un fosfat de fórmula química NaCaFe³⁺Al(PO₄)F₅(OH)·H₂O. Va ser aprovada com a espècie vàlida per l'Associació Mineralògica Internacional en el mes de juny de l'any 2023, i encara resta pendent de publicació. Cristal·litza en el sistema ortoròmbic.
L'exemplar que va servir per a determinar l'espècie, el que es coneix com a material tipus, es troba conservat a les col·leccions mineralògiques del Museu d'Austràlia Meridional, a Adelaida, Austràlia, amb el número de registre: G35314.

## Formació i jaciments
Va ser descoberta a la pedrera Wiperaminga Hill West, situada a la reserva de Boolcoomatta, dins la província d'Olary (Austràlia Meridional, Austràlia), sent aquest l'únic indret de tot el planeta on ha estat descrita aquesta espècie mineral.